# Emmerthal
Emmerthal är en kommun i Landkreis Hameln-Pyrmont i förbundslandet Niedersachsen i Tyskland.
Kommunen bildades 1 januari 1973 genom en sammanslagning av 17 tidigare kommuner.